# Wah-Wah (film)
Pour les articles homonymes, voir Wah-Wah (homonymie).
Pour plus de détails, voir Fiche technique et Distribution.
Wah-Wah est un film franco-britannique réalisé par Richard E. Grant et sorti en 2005.
Il s'agit d'un film autobiographique. C'est le premier film tourné au Swaziland.

## Synopsis
Avec cette histoire en grande partie autobiographique de son enfance au Swaziland, Grant aborde les derniers jours de l'Empire britannique dans ce pays pendant les années 1960. Sa famille se désintègre, à l'image de l'administration britannique.

## Fiche technique
- Titre : Wah-Wah
- Réalisation : Richard E. Grant
- Scénario : Richard E. Grant
- Musique : Patrick Doyle
- Photographie : Pierre Aïm
- Montage : Isabelle Dedieu
- Production : Jeff Abberley, Pierre Kubel et Marie-Castille Mention-Schaar
- Société de production : Scion Films, Loma Nasha, Reeleyes Film et Wah Film Productions
- Société de distribution : Roadside Attractions (États-Unis)
- Lieu de tournage : Swaziland
- Pays :  Royaume-Uni,  France et  Afrique du Sud
- Genre : comédie dramatique
- Durée : 120 minutes
- Dates de sortie : 
  - 6 octobre 2005 : ( France Festival de Dinar)
  - 2 juin 2006 ( Royaume-Uni)

## Distribution
- Gabriel Byrne (VQ : Jean-Luc Montminy) : Harry Compton
- Emily Watson (VQ : Lisette Dufour) : Ruby Compton
- Julie Walters (VQ : Élise Bertrand) : Gwen Traherne
- Nicholas Hoult (VQ : Nicolas Bacon) : Ralph Compton (14 ans)
- Miranda Richardson (VQ : Marie-Andrée Corneille) : Lauren Compton
- Zac Fox (VQ : François-Nicolas Dolan) : Ralph Compton (11 ans)
- Celia Imrie (VQ : Claudine Chatel) : Lady Riva Hardwick
- Julian Wadham (VQ : Daniel Picard) : Charles Bingham